# Comparettia vasquezii
Comparettia vasquezii är en orkidéart som först beskrevs av Dodson och Mark W. Chase, och fick sitt nu gällande namn av Mark W. Chase och Norris Hagan Williams. Comparettia vasquezii ingår i släktet Comparettia, och familjen orkidéer.
Artens utbredningsområde är Bolivia. Inga underarter finns listade i Catalogue of Life.